# Gunnel Lindblom
Gunnel Lindblom (Göteborg, 1931. december 18. – Brottby, 2021. január 24.) svéd színésznő. 

## Élete és pályafutása
Pályafutása szorosan kapcsolódott Ingmar Bergman munkásságához, a rendező számos filmjében kapott fontos szerepet. Szintén nagy sikert ért el a színpadon August Strindberg Kísértetszonátájával Bergman rendezésében 1998 és 2000 között.
Férje, Sture Helander Ingmar Bergman személyi orvosa volt. A férje után gyakran használta a Gunnel Helander vagy a Gunnel Lindblom Helander nevet.
2008-ban fellépett Carl Jonas Love Almqvist A királynő fejdísze című darabjában a norvég Jon Fosse rendezésében, melyet a Királyi Drámai Színház adott elő a színház 100 éves jubileuma alkalmából.

## Fontosabb filmjei
- 2009 – A tetovált lány (Män som hatar kvinnor) – Isabella Vanger
- 1973 – Jelenetek egy házasságból (Scener ur ett äktenskap) – Eva
- 1968 – A lányok (Flickorna) – Gunilla
- 1966 – Éhség (Sult) – Ylajali
- 1964 – A szerető pár – (Älskande par) – Adele Holmström
- 1963 – A csend (Tystnaden) – Anna
- 1962 – Úrvacsora (Nattvardsgästerna) – Karin Persson
- 1960 – Szűzforrás (Jungfrukällan) – Ingeri
- 1957 – A nap vége (Smultronstället) – Charlotta Borg
- 1957 – A hetedik pecsét (Det sjunde inseglet) – néma cselédlány

## Fordítás
- Ez a szócikk részben vagy egészben  a   Gunnel Lindblom című angol Wikipédia-szócikk fordításán alapul.  Az eredeti cikk szerkesztőit annak laptörténete sorolja fel. Ez a jelzés csupán a megfogalmazás eredetét és a szerzői jogokat jelzi, nem szolgál a cikkben szereplő információk forrásmegjelöléseként.